# Baura (Aldeia)
Baura ist eine osttimoresische Aldeia im Suco Leorema (Verwaltungsamt Bazartete, Gemeinde Liquiçá). 2015 lebten in der Aldeia 934 Menschen.

## Geographie und Einrichtungen
Baura liegt im Westen des Sucos Leorema. Nördlich befindet sich die Aldeia Cutulau, östlich die Aldeia Urema und südlich die Aldeias Urluli, Ergoa und Hatu-Hou. Im Nordwesten grenzt Baura an den Suco Metagou und im Westen an das Verwaltungsamt Liquiçá mit seinem Suco Darulete. Im Norden steigt das Land an zum Foho Cutulau (1378 m). Der Gipfel des höchsten Berges der Gemeinde Liquiçá befindet sich in der benachbarten Aldeia Cutulau. Dem nach Süden abfallenden Bergrücken folgt die Hauptstraße des Sucos. Im Norden entsprechen der höchste Punkt des Rückens und der Verlauf der Straße in etwa der Grenze zu Urema, bevor die Grenze nach Süden abzweigt. Auf den Ausläufern des Foho Cutulau und entlang der Hauptstraße findet sich der Großteil der Besiedlung in der Aldeia. Der Ort Baura nimmt dabei die Besiedlung westlich der Straße ein, während auf der Ostseite die Besiedlung in der Nachbar-Aldeia zum Ort Urema gehört, der ein eigenes Zentrum bildet. Im Tal an der Westgrenze entspringt der Caicabaisala, ein Nebenfluss des Lóis.
Eine Kapelle und eine Grundschule liegen auf der Seite von Baura an der Straße.

## Politik
2023 wurde Alfredo dos Santos zum Chefe de Aldeia gewählt.